# Кнутова, Лидия Ивановна
Ли́дия Ива́новна Кну́това (в девичестве — Кура́ева) (18 января 1931, Зеленодольск, Татарская АССР, РСФСР, СССР) — советский деятель торговли. Директор Волжского городского торга Марийской АССР (1977—1992). Заслуженный работник торговли РСФСР (1989). Почётный гражданин Волжска Марий Эл (2010). Кавалер ордена Октябрьской Революции (1985).

## Биография
Родилась 18 января 1931 года в г. Зеленодольск ныне Республики Татарстан в многодетной семье инженера лесного хозяйства — фронтовика.
В 1949 году окончила Чебоксарский торгово-кооперативный техникум (с отличием), в 1969 году — Московский институт советской торговли (заочно).
С 1953 года — в Волжском городском торге Марийской АССР: старший инспектор, с 1960 года — заместитель директора, в 1977—1992 годах — директор. В 1989 году уникальная для малых городов СССР культура обслуживания признана фактом проведения на базе торга всесоюзного семинара по изучению передового опыта. В это время в Волжске были открыты самые популярные магазины и первые кафетерии.
С 1992 года — генеральный директор ЗАО «ЛИК». Эта торговая организация проработала в Волжске до сентября 2023 года.
В 1990—1993 годах избиралась депутатом Верховного Совета Марийской АССР XII созыва.
В 1989 году ей присвоено почётное звание «Заслуженный работник торговли РСФСР». Награждена орденами Октябрьской Революции, «Знак Почёта», медалями и Почётной грамотой Президиума Верховного Совета Марийской АССР (дважды).
В настоящее время проживает в г. Волжске Марий Эл. 

## Трудовые звания и награды
- Заслуженный работник торговли РСФСР (1989)[1][2]
- Заслуженный работник торговли Марийской АССР (1982)[1][2]
- Почётный гражданин Волжска Марий Эл (2010)[1][2]
- Орден Октябрьской Революции (1985)[1][2]
- Орден «Знак Почёта» (1981)[1][2]
- Почётная грамота Президиума Верховного Совета Марийской АССР (1981)[1][2]
- Почётная грамота Президиума Верховного Совета Марийской ССР (1991)[1][2]